# 4D-bio

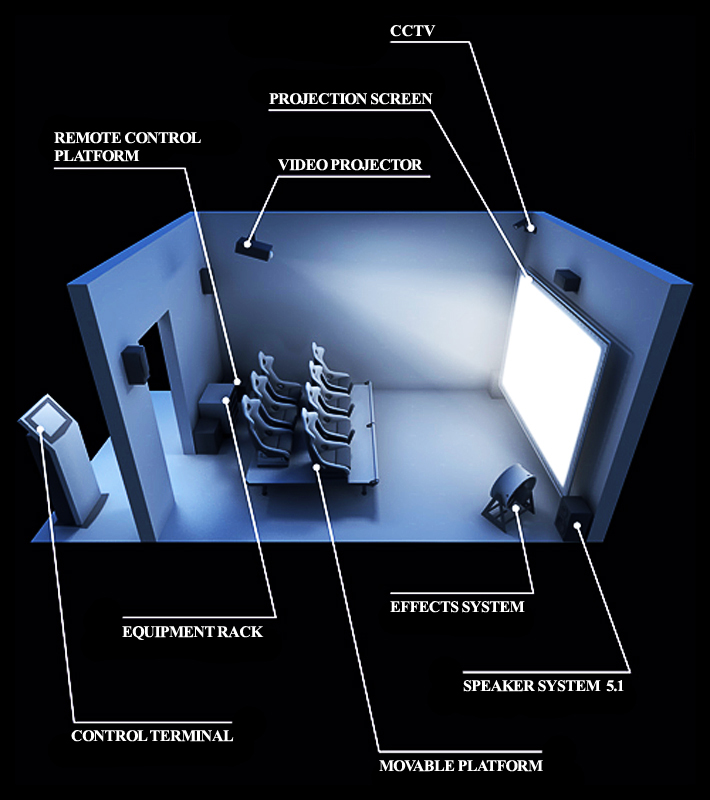
Schematisk bild, 4D-biograf

4D-bio (från 4D, fyra dimensioner) är ett underhållningssystem liknande vanlig biograf men här presenteras filmen i 3D (se 3D-bio), och den "fjärde dimensionen" utgörs av fysiska effekter, såsom vattenskvätt, lukt, rök och vibrationer.

## Exempel
- Cino4 i Tekniska museet var Sveriges första 4D-bio (öppnade den 12 januari 2007 och stängdes ner 15 juni 2016).[2][3]